# Caproni Ca.148
Il Caproni Ca.148 era un trimotore da trasporto ad ala alta a parasole sviluppato dall'azienda italiana Aeronautica Caproni nei tardi anni trenta.
Prodotto dal 1938 al 1943, era una versione migliorata del Ca.133 dal quale derivava, caratterizzato da una fusoliera modificata con cabina di pilotaggio avanzata rispetto al precedente modello e dal maggiore carico utile.

## Storia

### Sviluppo
Il progetto si deve ad una iniziativa del proprietario e progettista Gianni Caproni che, coadiuvato da Agostino Caratti e dall'ufficio tecnico, decise di sviluppare ulteriormente il Ca.133 intervenendo in alcuni aspetti del progetto originale al fine di migliorarne l'aerodinamica complessiva e, di conseguenza, le prestazioni.
I lavori di sviluppo del nuovo modello, al quale venne assegnata la designazione Ca.148, iniziarono nel 1938. Esternamente non si discostava dalle linee generali dei suoi predecessori che traevano origine dal monomotore Ca.97 del 1927, ovvero costruzione mista con telaio in tubi d'acciaio saldati a sezione rettangolare, ala alta controventata da robusti montanti trasversali, carrello fisso e, come il Ca.133, impianto propulsivo basato sugli stessi tre motori radiali Piaggio P.VII. Le differenze rispetto al suo predecessore erano nella collocazione della cabina di pilotaggio, ora avanzata di 0,91 m, nel trasferimento dell'accesso principale e nel miglioramento strutturale del telaio che conferivano al Ca.148 un aspetto più massiccio.
Ad una prova comparativa il modello non riuscì a raggiungere prestazioni superiori del Ca.133, tuttavia la necessità di disporre di nuove unità da inviare nei territori dell'Africa Orientale Italiana garantì ugualmente a Caproni un contratto di fornitura per 106 esemplari, di cui 100 della versione Ca.148P (ingrandita nella fusoliera) il cui impiego prevedeva il trasporto di paracadutisti.

### Impiego operativo
Al contrario dei suoi predecessori, ideati come multiruolo, i Ca.148 vennero utilizzati esclusivamente nel ruolo di velivolo da trasporto tattico, come equipaggiamento dei vari reparti da trasporto della Regia Aeronautica di stanza in AOI.
Una volta conclusi i combattimenti in AOI, alcuni degli esemplari sopravvissuti (forse uno solo, matricola I-ETIO) vennero richiesti in Europa rimanendo in servizio fino al termine della seconda guerra mondiale sia nella Regia che, dopo la requisizione da parte del personale tedesco della Wehrmacht a seguito dell'armistizio di Cassibile, anche nella Luftwaffe.
Dopo il termine del conflitto, alcuni esemplari vennero convertiti in aerei di linea, identificati con la designazione Ca.148P, che operarono in compagnie aeree su rotte a breve raggio fino al termine della loro vita operativa, nei tardi anni quaranta.
In base a quanto riportato da un'altra fonte, la denominazione Ca.148P sarebbe stata attribuita ad un'apposita variante per il trasporto dei paracadutisti. Dell'ordine di 100 esemplari sarebbero stati solamente 8 i velivoli consegnati prima dell'armistizio.
L'ultimo esemplare volò sull'Aeroporto di Roma-Urbe fino al 1954 per l'Aero Club d'Italia.

## Utilizzatori

### Militari
Germania
- Luftwaffe

 Italia
- Regia Aeronautica (periodo bellico)

 Italia
- Aeronautica Militare (periodo postbellico)